# RE-ACT Fashion Show

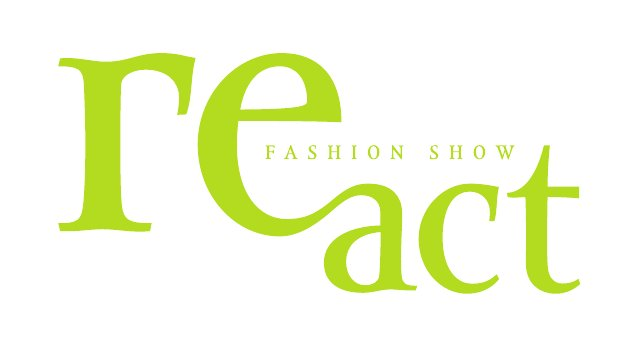
Logo RE-ACT

RE-ACT Fashion Show – autorski projekt modowy promujący wartości ekologiczne i odpowiedzialność społeczną, który jest kontynuacją „Łódzkich Dni Recyklingu”.
Finał imprezy stanowi konkurs dla młodych projektantów z całego świata na najlepszą kolekcję recyklingową.

## Cele RE-ACT Fashion Show
- Podnoszenie świadomości ekologicznej i społecznej odpowiedzialności
- Stworzenie szansy na zaistnienie na rynku mody dla młodych i uzdolnionych artystów
- Wsparcie i utrwalenie wizerunku Łodzi dbającej o ochronę środowiska i promującej proces powtórnego wykorzystania surowców wtórnych

## RE-ACT Fashion Show 2009
Pierwsza edycja RE-ACT Fashion Show odbyła się 5 czerwca 2009 roku w czasie Międzynarodowego Dnia Ochrony Środowiska.

### Program
- pokaz kolekcji wiosna/lato 2010 berlińskiego domu mody LAC ET MEL
- pokaz 20 finalistów RE-ACT i rozstrzygnięcie konkursu
- premiera filmu S.O.S. Ziemia! w reżyserii Yann'a Arthus-Bertrand'a
- Wystawa krakowskiej grupy artystycznej MaKultura

### Jury
- Gregor Clemens – przewodniczący jury, LAC ET MEL
- Alexandra Von Schledorn – dziennikarka modowa, BURDA
- Marek Straszewski – fotograf, SNAP Studio
- Agnieszka Kawala- Surma -projektantka, YPDF
- Grzegorz Matląg – projektant, Maldoror Low Couture
- Małgorzata Bałdowska – wizażysta
- Izabela Łapińska – fotograf

### Laureaci
- I miejsce: Sylwia Rochala, kolekcja "Erase and Rewind"
- II miejsce: Jacek Kłosiński, kolekcja "New Calm"
- III miejsce: Katarzyna Konieczka, kolekcja "Ciało"

### Ambasadorka
Ambasadorką RE-ACT Fashion Show 2009 była Izabella Miko – znana aktorka i modelka, która angażuje się w programy i kampanie promujące troskę o środowisko.

## RE-ACT Fashion Show 2010
Druga edycja konkursu odbyła się 15 października 2010 roku w Teatrze Wielkim w Łodzi. 

### Program
- Gala finałowa RE-ACT Fashion Show i rozstrzygnięcie konkursu na najlepszą kolekcję recyklingową
- Pokaz kryształowej kolekcji Agnieszki Kawali-Surmy
- Pokaz brytyjskiej marki LU FLUX
- RE-ACT Concept Store – wystawa połączona ze sprzedażą dodatków, biżuterii i akcesoriów ekologicznych i recyklingowych
- Premiera ekologicznych pralin RE-ACT Praline

### Pokazy
- "Kryształowa kolekcja", której przekazem jest dążenie do czystej krystalicznej postaci matki ziemi, zaprojektowana przez Agnieszkę Kawalę-Surmę
- Finał konkursu dla młodych projektantów na najlepszą kolekcję recyklingową
- Pokaz gwiazdy RE-ACT Fashion Show 2010 – brytyjskiej marki LU FLUX, która tworzy nowatorskie projekty z recyklingu oraz propaguje etyczną modą.

### Gwiazda RE-ACT
Lu Flux ukończyła w 2006 roku College of Art w Edynburgu. Jej kolekcja dyplomowa wygrała Ocean Terminal Scottish Fashion Graduate Award. Następnie rozpoczęła pracę jako asystentka projektanta Bernharda Willhela w jego studiu w Paryżu. Lu wróciła do Wielkiej Brytanii w 2007 roku by rozpocząć pracę nad własną marką. Od tamtej pory Lu zaprezentowała swoje projekty podczas Fashion Week w Glasgow i Londynie. Obecnie Lu Flux mieszka i pracuje w Londynie.
Podczas RE-ACT Fashion Show 2010 LU FLUX zaprezentowała stroje z kolekcji Dame and Knight oraz wybrane modele z poprzednich kolekcji.

### Ambasadorka
Twarzą RE-ACT Fashion Show 2010 została Kinga Rusin, dziennikarka i prezenterka telewizyjna, a także właścicielka marki kosmetyków, których receptury oparte są na naturalnych wodach kwiatowych, cukrach i woskach roślinnych. Kinga Rusin poprowadziła galę finałową konkursu na najlepszą kreację recyklingową.

### Jury
- Joanna Paradecka – projektanta, Hand Remade, przewodnicząca jury
- Monika Onoszko – projektantka, OnoMono
- Bartek Michalec – stylista i projektant
- Ada Fijał – aktorka i wokalistka
- Lidia Popiel – fotografka i dziennikarka
- Mateusz Stankiewicz – fotograf, AF Photo
- Michał Zaczyński – redaktor działu mody, Newsweek

### Laureaci
- I miejsce: Paulina Bojór, kolekcja "The Circle of Life"
- Wyróżnienie: Natalya Goldbach, kolekcja "Metis"
- Wyróżnienie: Magdalena Trocka, kolekcja "Berlę"

### RE-ACT Concept Store
Od 13 do 17 października w przestrzeni Manufaktury twórcy nurtu ekologicznego wystawiali i sprzedawali dodatki, biżuterię oraz akcesoria ekologiczne i recyklingowe. Celem RE-ACT Concept Store jest zwiększenie świadomości ekologicznej i społecznej odpowiedzialności poprzez prezentację kreatywnego wykorzystania materiałów wtórnych.